# Bitva na Mons Badonicus
Bitva u Mount Badon nebo bitva na Mons Badonicus (latinský název) se odehrála někdy okolo roku 500 a keltsko-římští Britonové v ní porazili germánské anglosaské vojsko. Jedná se o nejdůležitější politicko-vojenskou událost 5. a 6. století v Británii, ale není známo místo bitvy ani její datum, nespolehlivě doložené mezi lety 495–516. V 9. století bylo vítězství v této bitvě připsáno králi Artušovi.

## Místo doba a velitelé

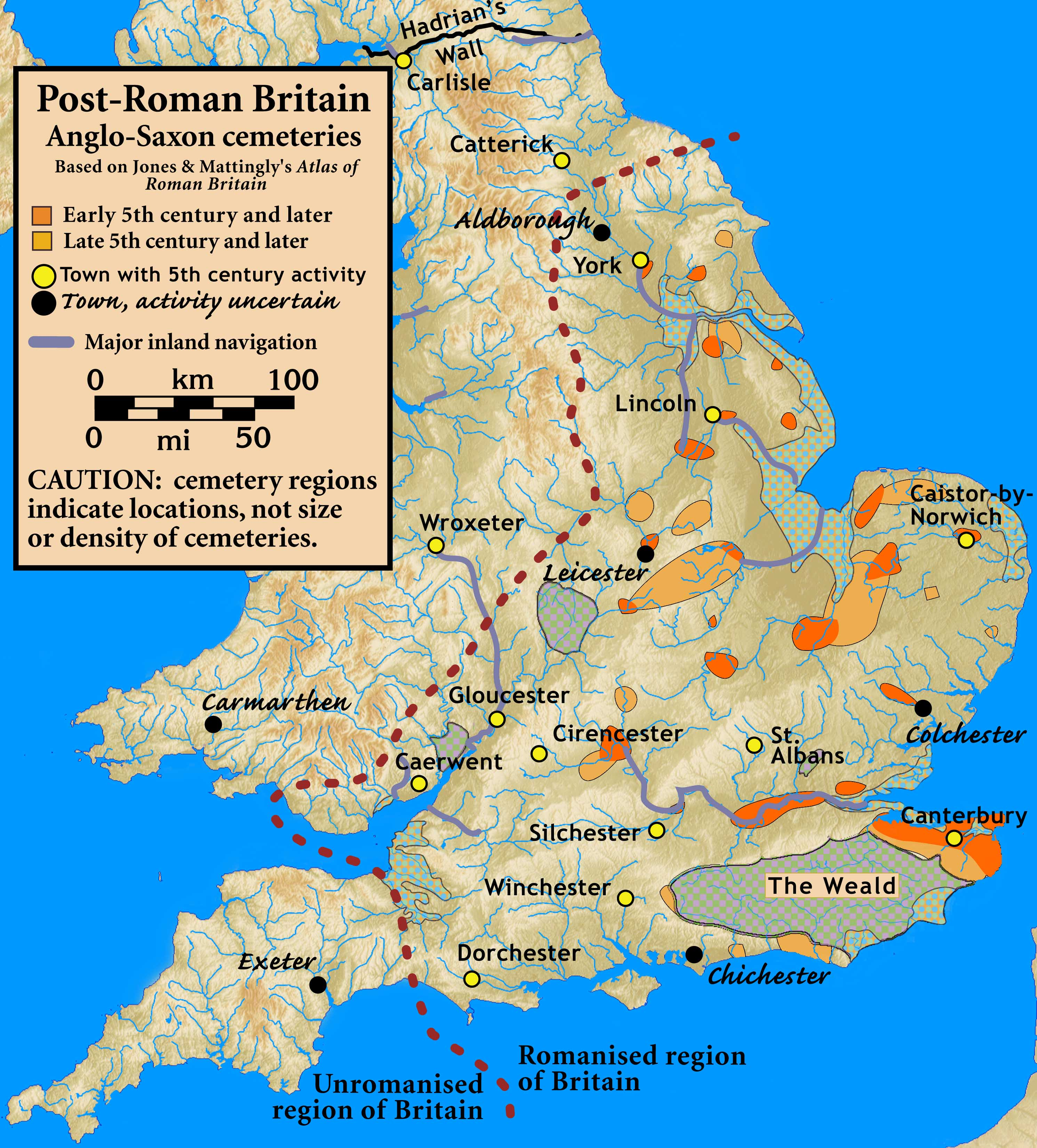
Předpokládaný rozsah anglosaské expanze v 5. století

### Místo
Kde se tato bitva odehrála, ani velitel keltských Britů neboli Britonů není znám. Mnich sv. Gilda, který žil v době, kdy se bitva pravděpodobně odehrála, uvádí v díle De Excidio et Conquestu Britanniae, že se konala v roce, kdy se narodil, ale neuvádí ani jméno velitele keltského vojska, ani místo, kde k ní došlo.
Jako místo bitvy je uváděno mnoho míst nacházejících se na území dnešní Anglie nebo Walesu:
- Mynydd Baedan v jižním Walesu
- Badbury Hillfort - opevnění v Dorsetu
- Solsbury Hill nedaleko Bathu
- Buxton, město, kde bývaly římské lázně
- hrad Liddington
- Bardon Hill
- Bathampton Down

Spekulace o místě závisí na pohledu na to, zda se jednalo o střet na pomezí teritorií ovládaných jednotlivými stranami nebo zda to byla snaha Anglosasů dosáhnout ústí řeky Severn a rozdělit kmeny Keltů ve Walesu a na jihozápadu Anglie.

### Velitelé
Historické zdroje o veliteli keltského vojska uvádí:
- Historia Brittonum z 9. století uvádí, že jméno velitele bylo Artuš
- stará velšská báseň připisovaná Taliesinovi (žijícímu ve 2. polovině 6. století) odkazuje na bitvu u Badonu vedenou Arturem.
- pozdější výzkumy ukazují na to, že keltským velitelem mohl být Ambrosius Aurelianus (některými prameny označován jako základ pro legendy o králi Artušovi) a anglosaským velitelem mohl tedy být sussexský král Ælle.

### Datum
Datum konání bitvy:
- text Gildasova díla se dá vykládat tak, že se bitva mohla odehrát roku 503, nebo podle jiného názoru roku 495.
- podle pozdější kroniky Annales Cambriae se bitva konala roku 516.
- keltské Letopisy svatých (pocházející z 11. století) nepřímo podporují datum blíže roku 493.

## Důsledky bitvy
I když místo a doba konání bitvy není známo, je jisté, že na určitou dobu zastavila expanzi Anglosasů. Anglosaská kronika neuvádí informaci o bitvě, ale obsahuje 70letou časovou mezeru v informacích o anglosaských velitelích v 5. a 6. století. Prokopios uvádí příběh, který mu byl vyprávěn členem diplomatické mise, z nichž někteří byli Anglové, že Anglosasové považují Británii za příliš přeplněnou a tak se přestěhovali do severní Galie. Existují i jiné příběhy z poloviny 6. století o skupinách Anglosasů opouštějících Británii. Tyto informace ukazují na neúspěchy invaze Anglosasů.
Archeologické nálezy z pohanských anglosaských pohřebišť naznačují, že některé jejich osady na hranici mezi územím ovládaným Anglosasy a původními obyvateli zůstaly opuštěny v období okolo roku 500. Anglosasové ovládali území současných hrabství Kent, Sussex, Norfolk, Suffolk a okolí Humberu. Je zřejmé, že Britonové měli pod kontrolou oblast na západ od hranice tvořené linií na řece Avoně, na sever k řece Trent, pak podél této řeky, kde se blíží k Humberu a na sever podél řeky Derwent a pak na východ k Severnímu moři. Malá enkláva na sever a západ u Londýna a jih Verulamium.

## Druhá bitva u Mount Badon
Annales Cambriae uvádí, že roku 665 se odehrála druhá bitva u Mount Badon. Dále uvádí v tomto roce přechod Anglosasů ke křesťanství a smrt jednoho Morgana. Je možné, že tyto události spolu souvisí, pokud jsou to skutečné události, nebo se jedná o opakovanou informaci o první bitvě.